# エスタディオ・マヌエル・フェレイラ
エスタディオ・マヌエル・フェレイラ（西: Estadio Manuel Ferreira）はパラグアイのアスンシオンにある球技場である。

## 概要
サッカーチームやラグビーチームなどを有するクルブ・オリンピアのホームスタジアム。